# Bezirk Hamburg-Mitte
Bezirk Hamburg-Mitte er det midterste af de syv bezirke (distrikter) i den tyske bystat Hamborg. Det deler Hamborgs område horisontalt fra den vestlige til østlige delstatsgrænse, og omfatter ud over Hamburger Innenstadt (indre by) også store dele af Hamburger Hafen (havnen) samt den administrative eksklave "Stadtteil" Hamburg-Neuwerk, bestående af tre øer, der ligger 120 km væk ved Elbens udmunding ved Cuxhaven. Siden bezirkreformen i 2006, hører bydelen Wilhelmsburg, som før var en del af Bezirk Harburg, til Bezirk Hamburg-Mitte.

## Bydele
Siden den seneste bezirkreform, har Hamburg-Mitte bestået af 19 bydele.
I modsætning til bezirkerne Altona, Harburg og Wandsbek, har de allerfleste af Bezirk Hamburg-Mittes bydele i århundreder tilhørt Hamborgs byområde. Kun Billstedt og Wilhelmsburg, samt den sydlige del af Finkenwerder, blev i 1937 tilført bezirket.

## Naturbeskyttelsesområder
Der er syv naturbeskyttelsesområder samt en nationalpark i Bezirk Hamburg-Mitte:
- Naturschutzgebiet Auenlandschaft Norderelbe
- Naturschutzgebiet Finkenwerder Süderelbe
- Naturschutzgebiet Heuckenlock
- Naturschutzgebiet Holzhafen
- Naturschutzgebiet Mühlenberger Loch/Neßsand
- Naturschutzgebiet Rhee
- Naturschutzgebiet Westerweiden
- Nationalpark Hamburgisches Wattenmeer